# Cyclodinus mediobrunneus
Cyclodinus mediobrunneus is een keversoort uit de familie snoerhalskevers (Anthicidae). De wetenschappelijke naam van de soort is voor het eerst geldig gepubliceerd in 1893 door Pic.